# Graham County (Arizona)
Graham County is een county in de Amerikaanse staat Arizona.
De county heeft een landoppervlakte van 11.990 km² en telt 33.489 inwoners (volkstelling 2000). De hoofdplaats is Safford.